# Dermatophyllum
Dermatophyllum  Scheele, 1848 è un genere di piante della famiglia delle Fabacee.

## Tassonomia
Il genere comprende le seguenti specie:
- Dermatophyllum arizonicum (S.Watson) Vincent
- Dermatophyllum gypsophilum (B.L.Turner & A.M.Powell) Vincent
- Dermatophyllum juanhintonianum (B.L.Turner) B.L.Turner
- Dermatophyllum purpusii (Brandegee) Vincent
- Dermatophyllum secundiflorum (Ortega) Gandhi & Reveal